# القصر الجديد (أولاد الحاج)
القصر الجديد هو دُوَّار يقع بجماعة شرفاء مدغرة، إقليم الرشيدية، جهة درعة تافيلالت في المملكة المغربية. ينتمي الدوّار لمشيخة أولاد الحاج التي تضم 7 دواوير. يقدر عدد سكانه بـ 477 نسمة حسب الإحصاء الرسمي للسكان والسكنى لسنة 2004.

## روابط خارجية
- البوابة الوطنية للجماعات الترابية
- المندوبية السامية للتخطيط